# Las largas sombras
Las largas sombras es una serie de televisión por internet española de thriller y drama creada por José Manuel Lorenzo para Disney+, basada en la novela homónima de Elia Barceló. Está producida por DLO Producciones y protagonizada por Elena Anaya, Belén Cuesta, Irene Escolar, Marta Etura, Itziar Atienza, Ana Rayo y Lorena López. Se estrenó en Disney+ el 10 de mayo de 2024.

## Trama
La aparición de unos restos mortales en una gruta de Mallorca lleva a la inspectora Paula Ríos (Irene Escolar), de la comisaría general de Elda, a desplazarse a la isla. Los restos corresponden a su hermana mayor, Mati (Laura Wedel), desaparecida durante un viaje de fin de curso veinticinco años antes. En ese mismo momento, el grupo de amigas de Mati en aquel último curso se reúne. Hace mucho tiempo que no están todas juntas, pero tienen un buen motivo para hacerlo: Rita ha vuelto. Rita Montero, prestigiosa directora de cine que lleva veinticinco años viviendo en Londres. El ambiente es muy nostálgico, pero este se ve interrumpido cuando la inspectora se presenta en la casa y les comunica la noticia del hallazgo. Han pasado veinticinco años pero ninguna ha podido olvidar aquella misteriosa desaparición.

## Reparto

### Reparto principal
- Elena Anaya como Rita Montero
  - Isa Montalbán como Rita adolescente
- Irene Escolar como Paula Ríos
- Belén Cuesta como Teresa Soler
  - Lucía Caraballo como Teresa adolescente
- Marta Etura como Soledad "Sole" Rosell
  - Andrea López como Sole adolescente
- Itziar Atienza como Candela Nebot
  - Marina Orta como Candela adolescente
- Ana Rayo como Carmen
  - Ana de Alva como Carmen adolescente
- Lorena López como Magdalena "Lena" Santos (Episodio 1 - Episodio 2; Episodio 6)
  - Miriam Rubio como Lena adolescente

### Reparto secundario
- Roger Casamajor como César 
  - Héctor Doncell como César adolescente
- Jorge Usón como Manolo Fuster
  - Hugo Arbués como Manolo adolescente
- Fran Nortes como Adrián
- Nansi Nsue como Ángela
- Juan Blanco como Gerardo
- Inma Sancho como Isabel (Episodio 1 - Episodio 2; Episodio 4 - Episodio 6)
- Laura Wedel como Matilde "Mati" Ríos
- Cristina Kovani como Mery
- Joan Manuel Gurillo como Melchor (Episodio 1; Episodio 3; Episodio 5 - Episodio 6)
- Paco Sarro como Antonio (Episodio 1; Episodio 3; Episodio 5 - Episodio 6)
- Tania García (Episodio 1; Episodio 3 - Episodio 6)
- Sergio Romero como Alberto (Episodio 1; Episodio 3 - Episodio 5)
- Alejandro Vera (Episodio 1 - Episodio 3)
- Jordi Ballester (Episodio 1; Episodio 3; Episodio 5 - Episodio 6)
- Jordi Planas como Telmo (Episodio 1; Episodio 3; Episodio 5 - Episodio 6)
- María Belén Prieto Martín (Episodio 1 - Episodio 3)
- Agustín Martín Alonso (Episodio 1; Episodio 3; Episodio 6)
- Jorge Roelas (Episodio 1 - Episodio 2; Episodio 4 - Episodio 5)
- Daniel Lorenzo como Jeremy (Episodio 2; Episodio 4 - Episodio 6)
- Lola Casamayor como Madre de Sole (Episodio 3 - Episodio 6)

## Episodios
| N.º | Título              | Dirigido por | Escrito por                                                            | Fecha de lanzamiento original |
| --- | ------------------- | ------------ | ---------------------------------------------------------------------- | ----------------------------- |
| 1   | «Volver»            | Clara Roquet | Miguel Sáez Carral, Clara Roquet y Adrià P. Xancó                      | 10 de mayo de 2024            |
| 2   | «Viejos pecados»    | Clara Roquet | Estíbaliz Burgaleta, Miguel Sáez Carral, Clara Roquet y Adrià P. Xancó | 10 de mayo de 2024            |
| 3   | «Las chicas del 28» | Clara Roquet | Miguel Sáez Carral, Estíbaliz Burgaleta, Clara Roquet y Adrià P. Xancó | 10 de mayo de 2024            |
| 4   | «Oleaje»            | Clara Roquet | Lucía Carballal, Miguel Sáez Carral, Clara Roquet y Adrià P. Xancó     | 10 de mayo de 2024            |
| 5   | «La tormenta»       | Clara Roquet | Adrià P. Xancó, Miguel Sáez Carral y Clara Roquet                      | 10 de mayo de 2024            |
| 6   | «Pacto de sangre»   | Clara Roquet | Clara Roquet, Adrià P. Xancó, Miguel Sáez Carral y Lucía Carballal     | 10 de mayo de 2024            |

## Producción
En marzo de 2023, se anunció que Disney+ estaba desarrollando una adaptación a televisión de la novela de Elia Barceló Las largas sombras, bajo la dirección de Clara Roquet y con Belén Cuesta, Elena Anaya, Marta Etura e Irene Escolar como protagonistas. El 27 de junio de 2023, se anunció que el rodaje de la serie había concluido después de trece semanas. El rodaje tuvo lugar en distintas localizaciones de la Comunidad Valenciana, como Elda, Benidorm, La Falla de Moraig, Dénia y Altea, así como en Madrid.

## Lanzamiento y marketing
En marzo de 2024, Disney+ anunció que Las largas sombras se estrenaría en su plataforma el 10 de mayo de 2024.

## Recepción
Las largas sombras ha recibido críticas positivas por parte de los críticos. Paula Martínez de Cinemanía escribió que las actrices principales "defienden [su rango de edad por encima de los 40] con solvencia y entereza" y que sus equivalentes jóvenes están "estupendamente dirigido[s] y en simbiosis total con sus intérpretes adultas", además de apreciar que sus cuestiones "ponen a la mujer como foco de la trama y ayudan a entender muchas de las injusticias o tormentos a los que estas se ven sometidas día tras día por el mero hecho de ser mujeres" y elogiar su cierre como "frágil y conmovedor", aunque también lo criticó diciendo que "se echa de menos un final un poco más completo y con más escenas", concluyendo que la serie "se posiciona como una de las apuestas fuertes de la plataforma Disney+". Nora Cámara de Diez Minutos dijo que "el mérito de Las largas sombras frente a otras propuestas [de series españolas de thriller] es que, gracias a su reparto coral, conseguimos conectar con cada uno de los personajes" y describió las interpretaciones del reparto principal como "impecables". Laura García Higueras de Vertele describió la serie como "un solvente, entretenido y agudo thriller" y dijo que "se acoge a los códigos del género para conseguir un producto que enganche sin necesariamente aportar nada novedoso, pero cumpliendo", además de apreciar su dilema sobre el pasado escribiendo que "muestra que los vínculos evolucionan, incluyendo mejorías que desencadenan en una autoconsciencia y actuación, en consonancia, más libre. Pero también sobre cómo las decisiones del pasado inmovilizan".
Pere Solà Gimferrer de La Vanguardia escribió que Clara Roquet "no quiere crear una tensión alrededor de la sospecha sino que, a partir de un realismo íntimo, busca la tensión en el drama de los personajes principales" y que su sustancia "no reside tanto en revelar qué sucedió esa noche de finales de los 90 [...] sino en entender el marco mental, los traumas y conflictos de cada una de ellas", además de definir el reparto como "a la altura de la sensibilidad de la cámara de Roquet". David Cruz de Areajugones describió la serie como "un thriller sobresaliente que se sustenta en las magníficas interpretaciones de sus protagonistas" y escribió que "si bien es cierto que técnicamente no es realmente sorprendente, Las largas sombras destaca por las interpretaciones de su reparto y por el guion".